# Садова (Большеболдинський район)
Садова (рос. Садовая) — присілок в Большеболдинському районі Нижньогородської області Російської Федерації.
Населення становить 28 осіб. Входить до складу муніципального утворення Пермеєвська сільрада.

## Історія
Від 2009 року входить до складу муніципального утворення Пермеєвська сільрада.

## Населення
| 1999 | 2002 | 2010 |
| ---- | ---- | ---- |
| 110  | ↘73  | ↘28  |